# محطة قطار عين كرمس
مَحطة عين كرمس هي محطة قطار جزائرية تقع في بلدية عين كرمس ، ولاية تيارت .

## موقع المحطة في السكك الحديدية
تَقع المحطة على ارتفاع 1 095 m فوق سطح البحر، عند نقطة الكيلومتر (PK) 101 من الخط الممتد من سعيدة إلى تيارت ، حيث تسبقها محطة سعيدة وتتبعها محطة فرندة .

## تاريخ
تم إفتتاح المحطة في 30 يناير 2023 أثناء إفتتاح خط سعيدة إلى تيارت.

## خدمة الركاب
تخدم المحطة قطارات إقليمية على خط سيدي بلعباس - فرندة  .

## روابط خارجية
- "ش.و.ن.س.ح". الشركة الوطنية للنقل بالسكك الحديدية. مؤرشف من الأصل في 2025-05-05.